# Kathryn Harrold
Kathryn Harrold (Tazewell, 2 de agosto de 1950) es una actriz estadounidense, reconocida por sus papeles protagónicos en las películas The Hunter (1980), Modern Romance (1981), The Pursuit of D. B. Cooper (1981), Yes, Giorgio (1982) y Raw Deal (1986). También registró apariciones en las películas de horror Nightwing (1979) y The Sender (1982). Harrold estuvo activa en el cine estadounidense entre finales de la década de 1970 y finales de los años 1990.

## Filmografía

### Cine y televisión
. Starsky & Hutch (1978) - Laura Kanen
- Nightwing (1979) – Anne Dillon
- Vampire (1979, Telefilme) – Leslie Rawlins
- The Hunter (1980) – Dotty
- Modern Romance (1981) – Mary Harvard
- The Pursuit of D. B. Cooper (1981) – Hannah
- Yes, Giorgio (1982) – Pamela Taylor
- The Sender (1982) – Gail Farmer
- Los rompecorazones (Hearthbreaker) (1984) – Cyd
- The Best Legs in the Eighth Grade (1984, Telefilme) – Leslie Applegate
- Into the Night (1985) – Christie
- Raw Deal (1986) – Monique
- Someone to Love (1987) – Attendee / Kathryn
- Man Against the Mob (1988, Telefilme) – Marilyn Butler
- Dead Solid Perfect (1988, Telefilme) – Beverly T. Lee
- Deadly Desire (1991, Telefilme) – Angela
- The Companion (1994, Telefilme) – Gillian Tanner
- Outrage (1998, Telefilme) – Deena Bateman